# Projeto Coast
Projeto Coast foi um projeto secreto, adotado na década de 1980, sul-africano que visava desenvolver armas químicas e biológicas. Foi dirigido por Wouter Basson, médico pessoal do primeiro-ministro Pieter Willem Botha. Foi abandonado no começo dos anos 90.